# Eau micellaire

Schéma d'une solution micellaire montrant des micelles sphériques dans de l'eau (solvant) et en désordre

En chimie colloïdale, une eau micellaire consiste en un solvant, de l'eau dans ce cas-ci, dans lequel des micelles (de petites particules) sont en suspension. Les micelles sont formés d'éléments chimiques qui ont la particularité d'être attirés à la fois par l'eau et les substances grasses. Les éléments qui ont cette particularité sont appelés amphiphiles. Dans une eau micellaire, certains amphiphiles sont groupés et d’autres sont isolés. On parle d'eau micellaire lorsque la concentration d'amphiphile dépasse la concentration micellaire critique (CMC) ou la concentration critique d'agrégation (CAC), autrement dit lorsqu'il y a suffisamment d'amphiphiles dans la solution pour s'agglutiner et former des micelles. Lorsque le concentration en amphiphiles augmente, des cristaux liquides lyotropes se forment,,,.
Les micelles sont souvent représentées comme des sphères mais elles peuvent aussi être cylindriques ou aplaties en fonction de la structure chimique de l'amphiphile. Les solutions micellaires sont isotropes.

## Histoire
L'eau micellaire est une invention française, on en trouve des traces de son utilisation dès 1913. C'est la firme pharmaceutique française Bioderma qui a assuré sa popularité internationale en lançant en 1991 son produit Sensibio H2O eau micellaire. On estime qu'aujourd'hui celle-ci se vend toutes les deux secondes dans le monde.

## Usages commerciaux
Le principal usage de l'eau micellaire est l'élimination du maquillage et du sébum du visage (peaux grasses),,,,.